# 와이즈 블러드 (영화)
와이즈 블러드(Wise Blood)는 미국에서 제작된 존 휴스턴 감독의 1979년 영화이다. 브래드 듀리프 등이 주연으로 출연하였고 마이클 피츠제럴드 등이 제작에 참여하였다.

## 출연

### 주연
- 브래드 듀리프
- 존 휴스턴

### 조연
- 댄 쇼어
- 해리 딘 스탠튼
- 에이미 라이트
- 메리 넬 산타크로스
- 네드 비티
- 윌리엄 히키

## 제작진
- 배역: 스트러톤 레오폴드
- Ass-PD: 한스 브로크먼